# Juan Daniel Silgado
Juan Daniel Silgado Ramos (Montería, Córdoba, Colombia; 11 de octubre de 1998) es un futbolista colombiano. Juega de Lateral izquierdo. Actualmente milita en el club Anzoátegui FC de la Primera División de Venezuela .

## Biografía
Nació en 1998, es una de las promesas de Jaguares de Córdoba, que tras la llegada del director técnico Juan Manuel 'Willy' Rodríguez logró debutar el 23 de julio del 2018, entrando por Juan José Mezú al minuto 69, su equipo perdió 0-1 ante Once Caldas.

## Clubes
| Club                          | País      | Año           |
| ----------------------------- | --------- | ------------- |
| Jaguares de Córdoba           | Colombia  | 2018-2021     |
| Angostura Fútbol Club         | Venezuela | 2022-2024     |
| Anzoátegui Fútbol Club (2021) | Venezuela | 2025-presente |

## Estadísticas
| Club                           | Temporada           | Liga  | Liga  | Copa nacional | Copa nacional | Copa Internacional | Copa Internacional | Total | Total | Prom. · |
| Club                           | Temporada           | Part. | Goles | Part.         | Goles         | Part.              | Goles              | Part. | Goles | Prom. · |
| ------------------------------ | ------------------- | ----- | ----- | ------------- | ------------- | ------------------ | ------------------ | ----- | ----- | ------- |
| Jaguares de Córdoba · Colombia | 2018                | 2     | 0     | 0             | 0             | -                  | -                  | 2     | 0     | 0,0     |
| Jaguares de Córdoba · Colombia | Total               | 2     | 0     | 0             | 0             | 0                  | 0                  | 0     | 0     | 0,0     |
| Total en su carrera            | Total en su carrera | 2     | 0     | 0             | 2             | 0                  | 0                  | 0     | 0     | 0,0     |